# San Domenico (Chioggia)
Koordinaten: 45° 13′ 22″ N, 12° 17′ 1″ O

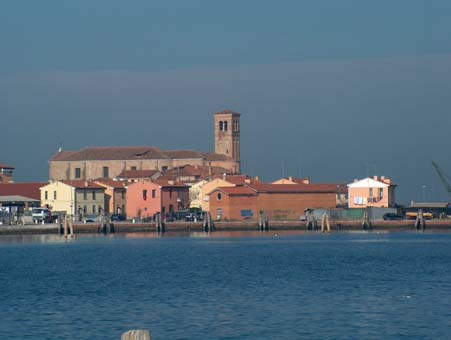
San Domenico

Die Chiesa di San Domenico ist eine Kirche in Chioggia in der Metropolitanstadt Venedig, Region Venetien. Sie liegt auf einer kleinen Insel, die den nordöstlichsten Teil von Chioggia bildet. Die Insel ist über eine Brücke über den „Canale di San Domenico“ erreichbar.

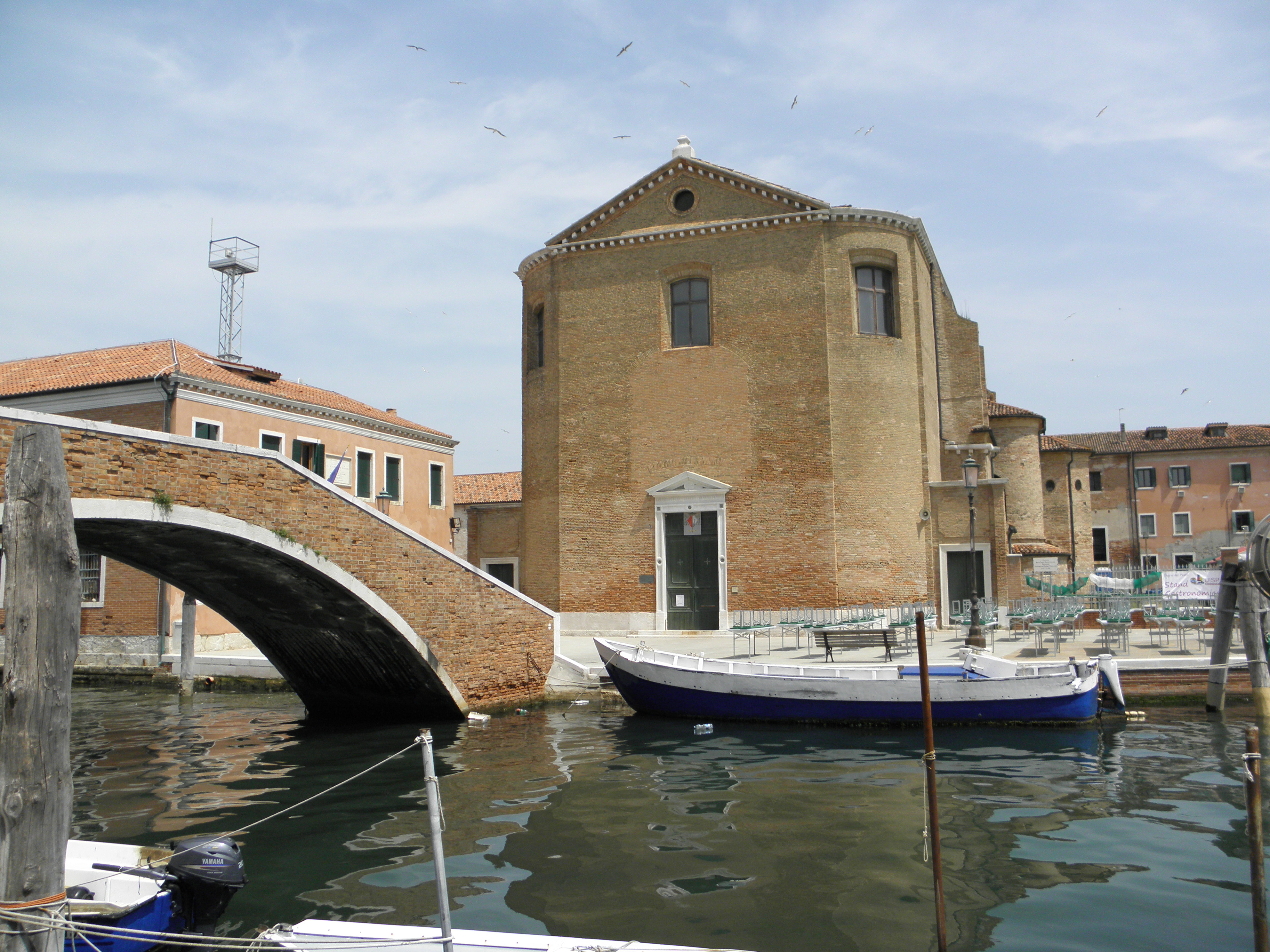
Ihre landseitige Zuwegung San Domenico erfolgt über eine Brücke über den „Canale di San Domenico“.

## Geschichte
Die Insel, auf der sich die Kirche befindet, war früher Eigentum der Benediktinermönche. Zu Beginn des 13. Jahrhunderts übernahmen sie die Dominikanerprediger, die dort 1287 einen Konvent mit einer romanischen, Dominikus geweihten, Basilika mit kleinerer Grundfläche errichteten. Nach dem Abriss 1745 wurde sie nach einem Plan von Pietro Pelli bis 1762 auf der heutigen Grundfläche errichtet. Der Glockenturm auf quadratischem Grundriss und eine Doppelglockenzelle wurden im 14. Jahrhundert erbaut.
1797 löste sich die Adelsrepublik Venedig auf und wurde von den Franzosen unter Napoleon Bonaparte besetzt und von 1798 bis 1805 Österreich angegliedert. Mit der Säkularisation 1806 wurden unter Eugène de Beauharnais den Klöstern die Steuerprivilegien entzogen und die Konventsgebäude als Kaserne genutzt. Von 1805 bis 1814 war Venedig Teil des napoleonischen Königreichs Italien. Anschließend nutzten die Jesuiten die Gebäude des Konventes.
Die Kirche wurde im 18. und 19. Jahrhundert radikal verändert. Das Innere der Kirche hat ein einziges Kirchenschiff mit Chor und einigen Seitenkapellen.

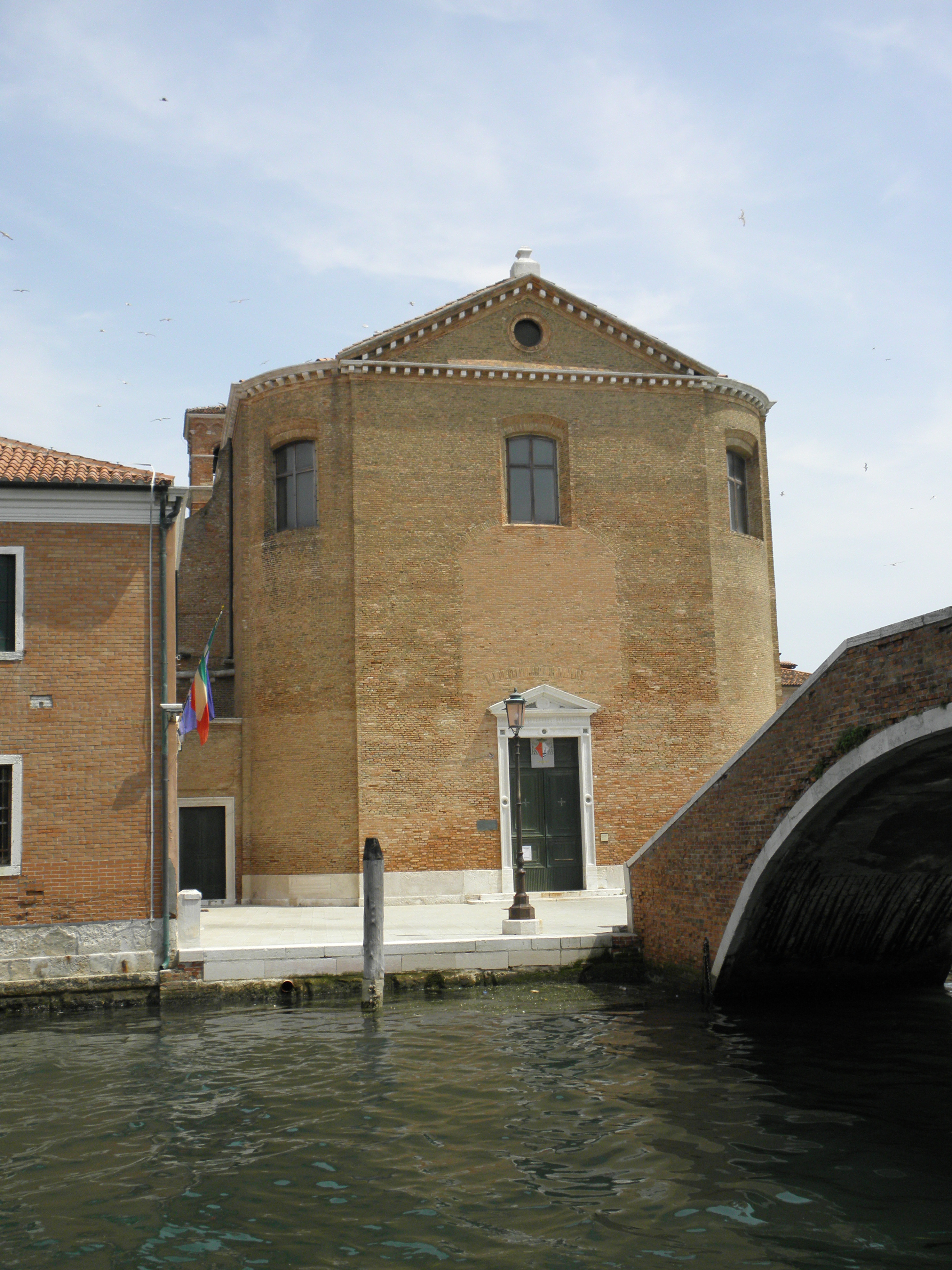
San Domenico

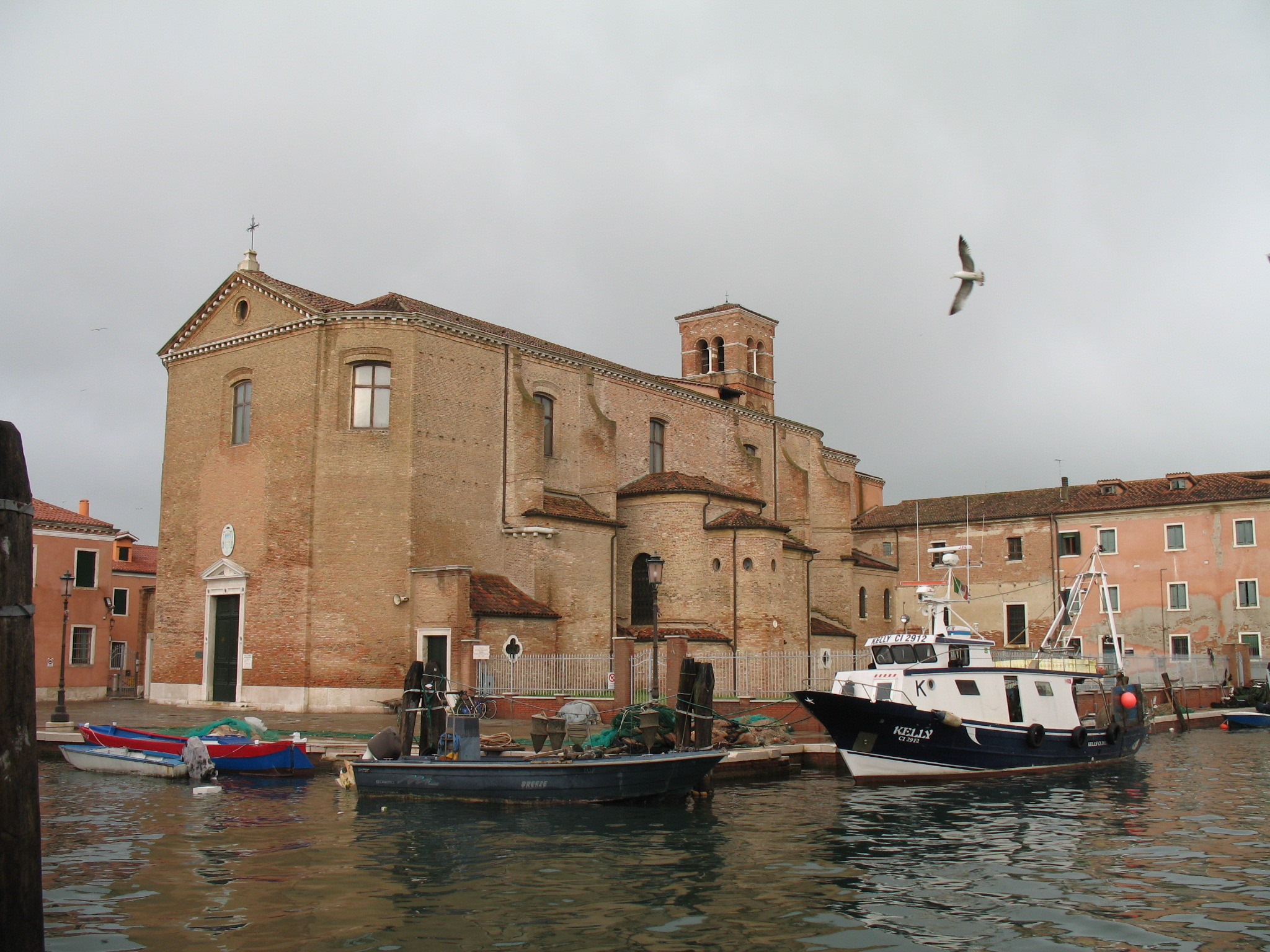
San Domenico

## Ausstattung
Es sind einige wertvolle Gemälde erhalten, darunter:
- San Paolo stigmatizzato (Der heilige Paulus mit vom Kreuz durchbohrter Brust), das letzte bekannte Werk von Vittore Carpaccio, datiert 1520. Die ungewöhnliche Darstellung nimmt Bezug auf eine Stelle in den Briefen des Paulus (Galater 6,17 EU), vgl. Stigmatisation.[2]
- Der gekreuzigte Jesus erscheint Thomas von Aquin und spricht mit ihm von Jacopo Tintoretto.[3]
- L’Orazione nell’orto (Christus am Ölberg) von Luigi Benfatto, genannt Alvise dal Friso (1551–1611), über der Tür.
- Battaglia contro gli Albigesi (Schlacht gegen die Albigenser) von Pietro Domini, Öl auf Leinwand.
- La Pietà e i Santi (Die Pietà und die Heiligen) von Leandro Bassano.
- Eine von der lokalen Bevölkerung verehrte Kruzifix-Plastik aus dem 14. Jahrhundert mit geschnitztem Pelikan an der Spitze, der das Opfer Christi am Kreuz symbolisiert. Das aus Baumstämmen bestehende große Kreuz wurde sechsmal außerhalb der Kirche in einer Prozession getragen, wozu jedes Mal das Kirchenportal abgerissen und wieder aufgebaut werden musste.[4]

## 1911 Cholera-Quarantäneort
Bei der Neuordnung  des Pfarrarchivs im Jahr 2011 fanden die Professoren Cesare Mantovan und Luciano Bellemo Manuskripte, die von der 1911 ausgebrochenen Cholera-Epidemie zeugen. Der damalige Kaplan Caio Rossetti schrieb in einem Bericht, dass die Kirche San Domenico auf Anordnung der Präfektur für die Öffentlichkeit gesperrt wurde, da sie an das Lazarett angrenzte. Zu dieser Zeit war auf der Insel San Domenico neben der Kirche auch ein Jesuitenkloster untergebracht, das als Lazarett für die Kranken diente, während die Quarantänestation im Dominikanerkloster (anstelle der Kaserne) eingerichtet wurde. Die Dokumente beschreiben die Epidemie vom 18. Juli bis zum 1. November 1911  und berichten von 163 Krankheitsfällen, von denen nicht alle tödlich waren. Unter den Manuskripten fanden sich auch Korrespondenzen zwischen den höchsten weltlichen und kirchlichen Autoritäten der Zeit: dem Bischof und dem Bezirksbeauftragten, der dem Rektor der Kirche Anweisungen erteilte. Bischof Antonio Bassani hatte dem Rektor der Kirche die Befugnis erteilt, all jenen, die aus irgendeinem Grund im Krankenhaus und in der angrenzenden Kaserne stationär behandelt worden waren, vollkommenen Ablass zu gewähren. Andere Korrespondenzen belegen die Anweisung des Amtsarztes der Provinz an die Stadtbehörden, die Kirche aus Gründen der Hygiene und der Vorbeugung für die Öffentlichkeit zu schließen. Die Kirche wurde nach dem Abklingen der Infektionswelle am 17. November 1911 wiedereröffnet. Da die Epidemie keine Begräbnisfeierlichkeiten zugelassen hatte, wurde nun ein Fürbittgottesdienst für alle Verstorbenen gefeiert. Andere Dokumente bezeugen, dass der Bischof dem Rektor Don Caio empfohlen hatte, sich den Anordnungen der Regierung zur Schließung der Kirche nicht zu widersetzen. Einer damaligen Wochenzeitung zufolge wurde der Regierung vorgeworfen, kaum Anstrengungen unternommen zu haben, um Epidemien vorzubeugen, sondern in die Feierlichkeiten zum 50. Jahrestag des Risorgimento investiert zu haben.
Die Behörden versuchten tatsächlich den Eindruck zu erwecken, dass Venedig nicht von der Cholera betroffen sei. Landende Schiffe wurden demonstrativ inspiziert, Cholera-Gerüchten wurde in Pressemitteilungen ausdrücklich widersprochen, der Präfekt ließ bereits gedruckte Informationsblätter einer Ärzteorganisation beschlagnahmen. Auch die venezianischen Zeitungen wurden in diese Desinformationskampagne einbezogen. Nur die österreichische Presse  und dann Thomas Manns Novelle Der Tod in Venedig (veröffentlicht im Herbst 1912) lenkten die internationale Aufmerksamkeit auf die Epidemie. Thomas Mann war im Mai 1911 selbst in Venedig gewesen und hatte seinen Aufenthalt am 2. Juni vorzeitig abgebrochen, um nach München zurückzureisen.

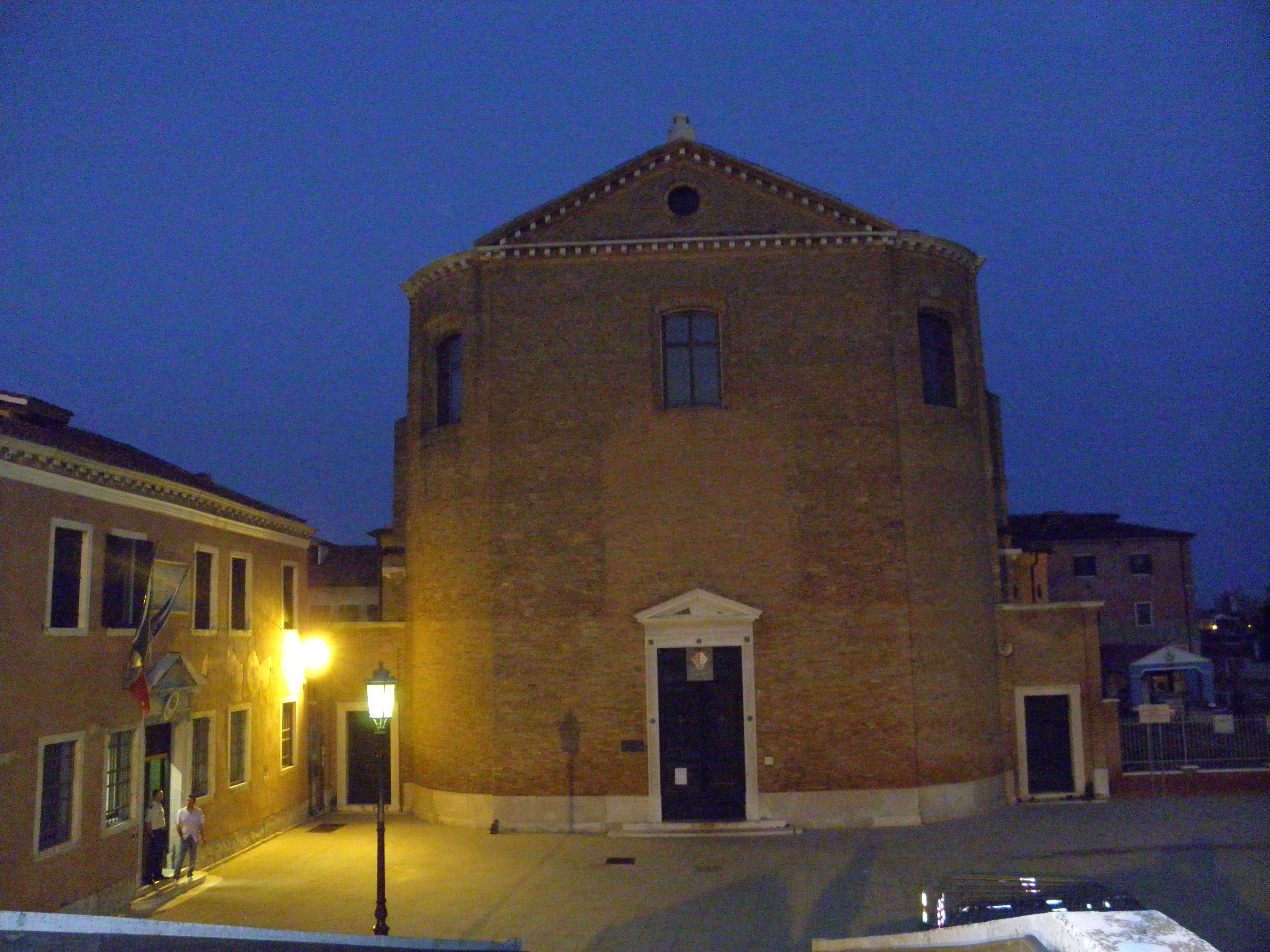
San Domenico

In einem Bericht des US-Außenhandelsministeriums ist zu lesen, dass Reisende Italien 1911 wegen der Cholera-Epidemie mieden und dies das auf Tourismus ausgerichtete Venedig besonders traf, dass 1912 aber die Einweihung des wiederaufgebauten Campanile und die Biennale wieder ohne solche Besorgnisse stattfinden konnten. Die veröffentlichte italienische Statistik von 1913 besagt, dass in der Provinz Venedig im Jahr 1911 116 Menschen an Cholera starben. Davide Giordano verfasste einen ausführlichen Bericht über die Epidemie von 1911, der den Zeitraum von der ersten Erkrankung am 22. Mai bis zur letzten am 2. November umfasste: 605 bakteriologisch bestätigte Infektionen und 262 Tote – mehr als das Doppelte der offiziellen Gesamtzahl.

### Morbidität und Mortalität der Cholera in Venedig zwischen dem 22. Mai und dem 9. Juni 1911
- gelb: bakteriologisch bestätigt, aber klinisch stumm, Träger des Bakteriums Vibrio cholerae
- rot: Anzahl der klinisch diagnostizierten und häufig bakteriologisch bestätigten Erkrankungen
- schwarz: Zahl der Cholera-Todesfälle